# Hayden Lescault
Hayden Thomas Lescault (* 24. März 1992) ist ein ehemaliger US-amerikanischer Basketballspieler.

## Werdegang
Lescault war Spieler der Vista Del Lago High School und danach der Point Loma Nazarene University jeweils im US-Bundesstaat Kalifornien und war in den Spieljahren 2013/14 und 2014/15 jeweils bester Korbschütze der Hochschulmannschaft in der zweiten NCAA-Division. Der 1,96 Meter große Lescault spielte in der Saison 2015/16 für die BG Karlsruhe in der deutschen 2. Bundesliga ProB. Der auf der Position des Shooting Guards eingesetzte US-Amerikaner trug in 25 Spielen das Karlsruher Hemd und erzielte 13,8 Punkte je Begegnung.
Er setzte seine Karriere in Schottland fort, stand im Spieljahr 2016/17 bei den Glasgow Rocks in der British Basketball League (BBL) unter Vertrag, für die er in 33 Hauptrundeneinsätzen im Schnitt 12,4 Punkte verbuchte. Lescault wurde 2017 wieder von einem deutschen Drittligisten verpflichtet, war Spieler der ScanPlus Baskets Elchingen, mit denen er im Mai 2018 den Meistertitel in der 2. Bundesliga ProB gewann. Der US-Amerikaner trug zu dem Erfolg in 31 Saisoneinsätzen Mittelwerte von 13,5 Punkten sowie 4,6 Rebounds und 1,9 Korbvorlagen pro Begegnung bei, er traf im Saisonverlauf 42 Dreipunktewürfe. Diese Werte steigerte Lescault in der Spielzeit 2018/19 deutlich, als er für den österreichischen Bundesligisten Oberwart Gunners 17,4 Punkte, 6,3 Korbvorlagen und 4,5 Rebounds je Partie verzeichnete. Für seine guten Leistungen wurde er als Spieler des Jahres der Bundesliga ausgezeichnet.
In der Saison 2019/20 spielte der US-Amerikaner bei KK Rabotnički in Nordmazedoniens Hauptstadt Skopje. Im Januar 2021 wurde Lescault vom KK Borac Banja Luka (Bosnien und Herzegowina) verpflichtet. Hernach setzte er seine Laufbahn in der Schweiz fort, in der Sommerpause 2021 wurde er von den Lions de Genève verpflichtet. In einem Vorbereitungsspiel zog sich Lescault Ende September 2021 einen Kreuzbandriss zu.
Später spielte er in seinem Heimatland Basketball im Amateurbereich.